# Charlie Villanueva
Pour les articles homonymes, voir Charlie et Villanueva.
Charlie Alexander Villanueva, né le 24 août 1984 dans le Queens à New York, est un joueur américain d'origine dominicaine de basket-ball.

## Biographie

### Carrière universitaire
Entre 2003 et 2005, Villanueva joue pour les Huskies du Connecticut. Il remporte notamment le titre de NCAA en 2003-2004, aux côtés de Ben Gordon et Emeka Okafor entre autres.

### Carrière professionnelle

#### Raptors de Toronto (2005-2006)
Le 28 juin 2005, il est sélectionné au 1er tour de la Draft 2005 de la NBA en provenance de l'université de Connecticut par les Raptors de Toronto. L'équipe canadienne a été critiquée par leur choix de prendre Villanueva mais ce dernier a réussi une première saison solide avec des moyennes de 13 points et 6,4 rebonds par match en disputant 81 des 82 rencontres de la saison. Il termine second parmi les rookies en nombre de points et rebonds, troisième au niveau des minutes et des contres. Il réalise également douze double-double et les records, pour un rookie des Raptors, de points avec 48 et de rebonds avec 18 sur un match. Il participe également au Rookie Challenge et est nommé dans le meilleur cinq majeur des rookies de la saison.
Le 27 juin 2006, les Raptors activent leur option d'équipe sur le contrat de Villanueva.

#### Bucks de Milwaukee (2006-2009)
Le 30 juin 2006, il est transféré aux Bucks de Milwaukee en échange du meneur T. J. Ford et une somme d'argent.
Le 21 juin 2007, les Bucks activent leur option d'équipe sur le contrat de Villanueva, le prolongeant jusqu'à la fin de saison 2008-2009.
En mars 2009, Villanueva est réprimandé par l'entraîneur des Bucks Scott Skiles pour avoir posté un message sur son Twitter durant la mi-temps du match entre les Bucks et les Celtics. Malgré cet incident, il réalise sa meilleure saison en 2008-2009 en terminant avec des moyennes de 16,2 points et 6,7 rebonds par match.
Le 29 juin 2009, il est laissé libre par les Bucks

#### Pistons de Détroit (2009-2014)
Le 1er juillet 2009, les Pistons de Détroit se mettent d’accord avec Ben Gordon et Charlie Villanueva, qui sont alors free agents. Villanueva signe un contrat de 35 millions de dollars sur cinq ans.
Le 2 novembre 2010, lors du match contre les Celtics de Boston, il est opposé à Kevin Garnett qui l'a insulté de cancéreux sur le terrain.
Le 2 janvier 2013, il reçoit une amende de 25 000 dollars pour avoir commis une faute flagrante sur le meneur des Kings de Sacramento Isaiah Thomas la nuit précédente.
Le 14 mai 2013, il active son option de joueur et choisit d'honorer sa dernière année de contrat jusqu'à la fin de saison 2013-2014.
En février 2014, il a la possibilité de négocier un buy-out de son contrat jusqu'au 1er mars, c'est-à-dire de se faire racheter son contrat par les Pistons afin de chercher une meilleure situation dans un autre club.

#### Mavericks de Dallas (2014-2016)
Le 23 septembre 2014, Villanueva signe avec les Mavericks de Dallas. Le 9 février 2015, il réalise son meilleur match de la saison avec 26 points dans la défaite chez les Clippers de Los Angeles. À la fin de la saison, ils participent aux playoffs pour la première fois de sa carrière.
Le 7 juillet 2015, il est prolongé pour une saison chez les Mavericks.
Le 1er juillet 2016, à la fin de son contrat, il devient agent libre.

### Equipe nationale
Villanueva représente l'équipe nationale des États-Unis dans les catégories jeunes. En 2009, il change sa nationalité sportive en allant vers la République dominicaine. Il joue pour l'équipe nationale de basket-ball de la République dominicaine dans le Championnat FIBA Amériques 2009. 
En juin 2012, en marge du tournoi de qualification olympique, il est écarté du groupe en raison de son surpoids et de son manque de condition physique par l'entraîneur John Calipari,.

## Clubs successifs
- 2005-2006 :  Raptors de Toronto (NBA)
- 2006-2009 :  Bucks de Milwaukee (NBA)
- 2009-2014 :  Pistons de Détroit (NBA)
- 2014-2016 :  Mavericks de Dallas (NBA)

## Palmarès
- NBA All-Rookie First Team (2006)
- NCAA champion (2004)
- Second-team All-Big East (2005)
- Big East All-Rookie Team (2004)
- McDonald's All-American (2003)

## Statistiques
Légende : gras = ses meilleures performances

### Universitaires
| Saison    | Équipe      | Matchs | Titul. | Min./m | % Tir | % 3pts | % LF | Rbds/m. | Pass/m. | Int/m. | Ctr/m. | Pts/m. |
| --------- | ----------- | ------ | ------ | ------ | ----- | ------ | ---- | ------- | ------- | ------ | ------ | ------ |
| 2003-2004 | Connecticut | 32     | 4      | 19,0   | 51,4  | 36,7   | 66,7 | 5,25    | 0,72    | 0,19   | 1,50   | 8,94   |
| 2004-2005 | Connecticut | 31     | 31     | 25,7   | 52,1  | 50,0   | 68,8 | 8,29    | 1,29    | 0,65   | 1,84   | 13,58  |
| Carrière  | Carrière    | 63     | 35     | 22,3   | 51,8  | 39,3   | 68,1 | 6,75    | 1,00    | 0,41   | 1,67   | 11,22  |

### Professionnelles

#### Saison régulière
| Saison     | Équipe    | Matchs | Titul. | Min./m | % Tir | % 3pts | % LF | Rbds/m. | Pass/m. | Int/m. | Ctr/m. | Pts/m. |
| ---------- | --------- | ------ | ------ | ------ | ----- | ------ | ---- | ------- | ------- | ------ | ------ | ------ |
| 2005-2006  | Raptors   | 81     | 36     | 29,2   | 46,3  | 32,7   | 70,6 | 6,43    | 1,09    | 0,74   | 0,78   | 13,00  |
| 2006-2007  | Bucks     | 39     | 17     | 25,2   | 47,0  | 33,7   | 82,0 | 5,85    | 0,92    | 0,62   | 0,31   | 11,85  |
| 2007-2008  | Bucks     | 76     | 31     | 24,1   | 43,5  | 29,7   | 78,3 | 6,13    | 1,03    | 0,39   | 0,46   | 11,66  |
| 2008-2009  | Bucks     | 78     | 47     | 26,9   | 44,7  | 34,5   | 83,8 | 6,67    | 1,76    | 0,64   | 0,72   | 16,21  |
| 2009-2010  | Pistons   | 78     | 16     | 23,7   | 43,9  | 35,1   | 81,5 | 4,68    | 0,68    | 0,62   | 0,71   | 11,94  |
| 2010-2011  | Pistons   | 76     | 12     | 21,9   | 44,2  | 38,7   | 76,7 | 3,88    | 0,63    | 0,55   | 0,55   | 11,05  |
| 2011-2012* | Pistons   | 13     | 0      | 13,8   | 38,5  | 33,3   | 85,7 | 3,69    | 0,46    | 0,54   | 0,38   | 7,00   |
| 2012-2013  | Pistons   | 69     | 0      | 15,8   | 37,7  | 34,7   | 55,1 | 3,49    | 0,78    | 0,45   | 0,57   | 6,77   |
| 2013-2014  | Pistons   | 20     | 0      | 9,0    | 38,0  | 25,0   | 57,1 | 1,70    | 0,30    | 0,20   | 0,25   | 4,60   |
| 2014-2015  | Mavericks | 64     | 1      | 10,6   | 41,4  | 37,6   | 57,1 | 2,33    | 0,30    | 0,23   | 0,34   | 6,30   |
| 2015-2016  | Mavericks | 62     | 4      | 10,7   | 38,2  | 27,3   | 91,7 | 2,45    | 0,39    | 0,29   | 0,24   | 5,15   |
| Total      | Total     | 656    | 164    | 20,7   | 43,5  | 34,1   | 77,2 | 4,60    | 0,84    | 0,50   | 0,53   | 10,38  |

Note: * Cette saison a été réduite de 82 à 66 matchs en raison du Lock out.

Dernière modification le 14 avril 2016

#### Playoffs
| Saison | Équipe    | Matchs | Titul. | Min./m | % Tir | % 3pts | % LF  | Rbds/m. | Pass/m. | Int/m. | Ctr/m. | Pts/m. |
| ------ | --------- | ------ | ------ | ------ | ----- | ------ | ----- | ------- | ------- | ------ | ------ | ------ |
| 2015   | Mavericks | 5      | 0      | 8,7    | 44,0  | 42,1   | 0,0   | 2,60    | 0,60    | 0,20   | 0,20   | 6,00   |
| 2016   | Mavericks | 4      | 0      | 5,1    | 25,0  | 20,0   | 100,0 | 0,50    | 0,25    | 0,00   | 0,00   | 2,25   |
| Total  | Total     | 9      | 0      | 7,1    | 37,8  | 37,5   | 100,0 | 1,67    | 0,44    | 0,11   | 0,11   | 4,33   |

Dernière modification le 28 juin 2016

## Records sur une rencontre en NBA
Les records personnels de Charlie Villanueva en NBA sont les suivants, :
| Record de la franchise |

| Type de statistique        | Saison régulière | Saison régulière                             | Saison régulière | Playoffs | Playoffs                  | Playoffs      |
| Type de statistique        | Record           | Adversaire                                   | Date             | Record   | Adversaire                | Date          |
| -------------------------- | ---------------- | -------------------------------------------- | ---------------- | -------- | ------------------------- | ------------- |
| Points                     | 48               | @ Bucks de Milwaukee                         | 26 mars 2006     | 8        | Rockets de Houston        | 26 avril 2015 |
| Paniers marqués            | 20               | @ Bucks de Milwaukee                         | 26 mars 2006     | 3        | Rockets de Houston        | 26 avril 2015 |
| Paniers tentés             | 32               | @ Bucks de Milwaukee                         | 26 mars 2006     | 8        | @ Thunder d'Oklahoma City | 16 avril 2016 |
| Paniers à 3 points réussis | 7                | 2 fois                                       | 2 fois           | 2        | 3 fois                    | 3 fois        |
| Paniers à 3 points tentés  | 12               | @ Raptors de Toronto                         | 9 avril 2008     | 5        | 2 fois                    | 2 fois        |
| Lancers francs réussis     | 10               | @ Pacers de l'Indiana                        | 28 janvier 2009  | 2        | @ Thunder d'Oklahoma City | 16 avril 2016 |
| Lancers francs tentés      | 11               | 2 fois                                       | 2 fois           | 2        | @ Thunder d'Oklahoma City | 16 avril 2016 |
| Rebonds offensifs          | 8                | Hornets de La Nouvelle-Orléans/Oklahoma City | 2 avril 2006     | 3        | Rockets de Houston        | 26 avril 2015 |
| Rebonds défensifs          | 12               | 3 fois                                       | 3 fois           | 3        | 2 fois                    | 2 fois        |
| Rebonds totaux             | 18               | Hornets de La Nouvelle-Orléans/Oklahoma City | 2 avril 2006     | 6        | Rockets de Houston        | 26 avril 2015 |
| Passes décisives           | 6                | 2 fois                                       | 2 fois           | 1        | 4 fois                    | 4 fois        |
| Interceptions              | 4                | 3 fois                                       | 3 fois           | 1        | Rockets de Houston        | 24 avril 2015 |
| Contres                    | 4                | 5 fois                                       | 5 fois           | 1        | @ Rockets de Houston      | 28 avril 2015 |
| Balles perdues             | 5                | 2 fois                                       | 2 fois           | 1        | Thunder d'Oklahoma City   | 21 avril 2016 |
| Minutes jouées             | 53               | Hornets de La Nouvelle-Orléans/Oklahoma City | 2 avril 2006     | 13       | @ Thunder d'Oklahoma City | 16 avril 2016 |

- Double-double : 49
- Triple-double : 0

## Salaires
| Année       | Équipe      | Salaire      |
| ----------- | ----------- | ------------ |
| 2005-2006   | Raptors     | 2 360 880 $  |
| 2006-2007   | Bucks       | 2 537 880 $  |
| 2007-2008   | Bucks       | 2 715 000 $  |
| 2008-2009   | Bucks       | 3 448 050 $  |
| 2009-2010   | Pistons     | 6 500 000 $  |
| 2010-2011   | Pistons     | 7 020 000 $  |
| 2011-2012*  | Pistons     | 7 540 000 $  |
| 2012-2013   | Pistons     | 8 060 000 $  |
| 2013-2014   | Pistons     | 8 580 000 $  |
| 2014-2015   | Mavericks   | 1 316 809 $  |
| 2015-2016   | Mavericks   | 1 499 187 $  |
| Total Gains | Total Gains | 51 577 806 $ |

Note : * En 2011, le salaire moyen d'un joueur évoluant en NBA est de 5 150 000 $.

## Vie privée
Villanueva a une maladie de peau auto-immune connue sous le nom d'alopecia universalis, une variante de l'alopecia areata. Cela empêche la pousse des cheveux sur le cuir chevelu et / ou ailleurs sur le corps, mais n'est pas physiquement douloureux, dangereux ou mortel. Villanueva est un porte-parole de la NAAF (National Alopecia Areata Foundation), et a reçu en février 2006 le Community Assist Award de la NBA pour son travail avec l'organisation.
Dominicain-américain de première génération, Villanueva parle couramment l'espagnol, car c'est la langue qu'il parle avec sa famille.
Villanueva a trois frères tous nommés Roberto, alias Rob, du nom de leur père: Rob Antonio, Rob Elia, Rob Carlos. Annoncé en septembre 2015, Charlie travaille avec deux des trois Rob sur un documentaire intitulé "What is Alopecia", basé sur la maladie auto-immune Alopecia Areata, afin de poursuivre ses efforts pour éduquer, sensibiliser et soutenir la communauté Alopecia.
Villanueva a également deux enfants: CJ et Ayliah.